# Ahmed Boukhari
Pour les articles homonymes, voir Boukhari.
Ahmed Boukhari (en arabe : أحمد البوخاري), né en 1938 à Safi et mort le 16 février 2025 à Casablanca, est un ancien agent du Cab-1, la cellule politique de la Direction générale de la Surveillance du territoire (DST), services secrets du royaume du Maroc. Il affirme notamment avoir participé à l'opération qui a organisé l'enlèvement et la liquidation de Mehdi Ben Barka.

## Biographie
Né en 1938 à Safi au sein d’une famille originaire de Meknès, Ahmed Boukhari a effectué ses études dans sa ville natale, avant de rejoindre la Sûreté nationale avant l’indépendance du Maroc.
Ahmed Boukhari prétendait avoir pris part à l'opération qui a orchestré l'enlèvement et le meurtre de Mehdi Ben Barka, Ahmed Boukhari était à ce titre l'un des derniers témoins possibles survivants de l'affaire Ben Barka.
Ahmed Boukhari a choisi de compléter ses révélations en publiant des confessions mémoires diffusées sur sa chaîne YouTube.
Ahmed Boukhari est décédé le 16 février 2025 à l'âge de 86 ans dans une clinique de Casablanca au Maroc après une longue maladie.

### Révélations sur la disparition de Ahmed Ben Barka
Selon les révélations de juin-juillet 2001 d'Ahmed Boukhari, Mehdi Ben Barka aurait été exfiltré vers le Maroc, torturé, puis son corps dissous dans une cuve d'acide. Toutefois, il n'a pas été encore entendu par la Justice sur ce dossier. D'après Ahmed Boukhari, le corps de Mehdi Ben Barka arrive en effet à l'aéroport international de Rabat-Salé dans la nuit du 31 octobre. Ahmed Ben Barka est alors emmené dans un centre de torture, Dar El-Mokri, où, sur les indications d’un certain colonel Martin, chef de l’antenne de la CIA au Maroc et qui avait accès directement au roi Hassan II, le corps de Mehdi Ben Barka aurait été dissous dans une cuve remplie d’acide. Il est fait état d'un film existant de l'opération, dont une copie aurait été remise par le commandant Dlimi au roi Hassan II. Le colonel Martin aurait appris cet usage très particulier de l'acide pour faire disparaître les corps dans son précédent poste sous le régime du Shah d'Iran, après le renversement en 1953 de Mohammad Mossadegh.

## Publications
Ahmed Boukhari est l'auteur de deux livres, l'un sur l'affaire Ben Barka, intitulé Le Secret et l'autre Raisons d'état (publié en 2005), où il relate les opérations de la DST des années 1960 aux années 1980 lors de la répression de divers mouvements dissidents, principalement de la gauche socialiste. Il reste le seul initié à avoir publié des articles sur le DST.
Mêlé à des affaires judiciaires incluant des procès en diffamation d’anciens employés de la DST et du ministère de l’Intérieur marocain, mentionnés nommément dans son livre.
Interdit de passeport en 2001, Ahmed Boukhari ne s'est pas présenté pour témoigner en France devant le juge chargé de l'enquête. Il reçoit finalement un passeport en début d'année 2006.